# Blind Ambition
Blind Ambitión (titulado Ambición ciega España y Ciega ambición en Hispanoamérica) es el tercer episodio de la cuarta temporada de la serie Padre de familia emitido en FOX el 15 de mayo de 2005.
El episodio está escrito por Steve Callaghan y dirigido por Chuck Klein.
La trama se compone de dos actos que acaban entrelazándose: después de que Lois sea víctima de un caso de acoso sexual por parte de Quagmire al sorprenderle en el lavabo, exige que este sea expulsado del vecindario hasta que sus amigos tratan de ayudarle a controlar su libido, pero cuando en un centro comercial es incapaz de refrenar sus instintos para salvar a una mujer y es recibido como un héroe, Peter decide hacer algo por lo que ser recordado aunque para ello ponga su salud en riesgo.

## Argumento
Mientras Peter y sus amigos pasan un rato de ocio en la bolera, Lois llega para recogerles, no obstante, antes de ponerse en marcha decide ir al lavabo. La mujer empieza a ponerse nerviosa al escuchar unos ruidos extraños hasta que descubre que Quagmire la está espiando sobre su cabeza. Tras ser detenido y puesto en libertad, Lois y las demás vecinas exigen que se marche del vecindario, sin embargo deciden darle una segunda oportunidad después de que Peter y los demás se comprometan a ayudar a su amigo con su comportamiento sexual.
Tras una improvisada terapia de choque, Peter y sus amigos creen que ya está listo para andar suelto y lo llevan a un centro comercial en el que empieza a ponerse nervioso al ver a varias jóvenes y huye por la gran superficie hasta que sin darse cuenta entra en la sala de monitores en donde un securata vigila por cámara oculta los vestidores femeninos. En ese preciso momento, a una mujer le acaba dándole un infarto por lo que decide ir en su búsqueda y salvándole la vida al realizarle una RCP para sorpresa de Quagmire, que al parecer, lo que pretendía realmente era abusar de la mujer.
Al fijarse, Peter en el reciente éxito de sus compañeros (entre ellos, el propio Quagmire, considerado héroe del pueblo), se deprime al pensar que jamás ha hecho nada para ser recordado, por lo que decide pasar a la acción para convertirse en alguien, aunque sus resultados acaban siendo vanos hasta que descubre que se ha comido sin darse cuenta la propina del camarero. Al descubrir su reciente habilidad, decide batir el récord de convertirse en el hombre que más monedas ha comido en el mundo, desafortunadamente, por la mañana se lleva una desagradable sorpresa: se ha quedado ciego tras una intoxicación de níquel. 
Aunque intenta acostumbrarse a su nueva condición, la pérdida de la orientación le juega malas pasadas, lo que aun le deprime más para pesar de Lois que empieza a estar preocupada por su marido mientras este se marcha al bar acompañado por su perro guía. Mientras se dirige de camino, Dios, como cliente de La Almeja, trata de impresionar a una chica, pero acaba incendiando el local dejando a Horace atrapado.
Cuando finalmente llegan al bar, el perro se percata del peligro que corre su dueño y trata de impedirle que entre. Incapaz de ver lo que sucede a su alrededor, cree que simplemente no quiere entrar y deja al can atado (sin darse cuenta) al cuello de un mendigo que acaba muriendo asfixiado cuando el animal sale huyendo. Sin ser consciente del peligro que corre, descubre que Horace está atrapado por debajo de una vigueta y le saca del bar en el que descubre por casualidad que el bar estaba en llamas. Presa del pánico por la suerte que ha tenido de salir vivo vuelve a sentirse desorientado hasta que Lois se funde en un abrazo con su marido, el cual recibe un merecido homenaje por su valor en el ayuntamiento en una parodia de la escena final de Star Wars: Episodio IV - Una nueva esperanza al tiempo que vuelve a recuperar la vista gracias al trasplante ocular del mendigo fallecido por accidente.

## Producción
Tras la producción de la tercera temporada, la serie fue cancelada por la cadena. Aunque varios guionistas se pusieron a trabajar en 2001 en la producción de nuevos episodios en el hipotético caso de que volvieran a reanudar la emisión. Uno de esos episodios fue Blind Ambition, Sin embargo tuvieron que proceder a desechar algunas escenas antes de la emisión, en cambio añadieron una escena de la reaparición del Pollo Gigante y la consecuente pelea que en un principio debía ir en el episodio: The Cleveland-Loretta Quagmire, pero por cuestiones de tiempo se vieron obligados a un cambio. Algunas de esas escenas eran gags en los que Peter y sus amigos trataron de ayudar a Quagmire a rehabilitarse, en una de ellas se veía a Brian llevando una carretilla de revistas pornográficas de la casa de Quagmire. Tras la emisión del episodio se empezaron a producir figuras de acción inspiradas en Peter disfrazado de Gary, el puma antibasura
El episodio provocó controversias por algunas escenas, el productor David Goodman recibió varias llamadas sobre la escena en la que Peter intenta seducir a Chris al confundirla con Lois, tal segmento fue considerada por algunos televidentes como apología al abuso de menores. Otra escena que levantó polémica tuvo que ver con Quagmire cuando estaba espiando a Lois en el lavabo de señoras; el guionista: Chris Sheridan comentó mediante audiocomentario del DVD el número de quejas por la escena mencionada. En otra escena, la FOX prohibió el uso del término "Jesús" si no hacía mención a Jesucristo, cambio que tuvo que ser necesario para la presencia del personaje.